# Крушева Глава
Крушева Глава је насеље у Пољаници, град Врање у Пчињском округу. Налази се на истоку Пољанице, на око 4 км од центра Власа. Према попису из 2022. било је 52 становника (према попису из 1991. било је 197 становника).

## Положај и историја
Заузима изворишни део Крушоглавског потока, све до природне границе Пољанице, тј. развођа Крушоглавског потока (притоке Градњанске реке) и Лепенице и Суве Мораве, које су притоке Јужне Мораве. Доста је удаљено од добрих путева, па је због тога и своје надморске висине релативно тешко приступачно. Прилаз селу најлакши је из правца Власа, бољим путем до центра Градње, а одатле је слабијим путевима могуће стићи једним правцем преко Лазине, а другим уз Крушоглавски поток. Може се доћи, по сувом времену, и из Владичиног Хана преко Јагњила. Некада је изнад села пролазио стари Турски пут од Лесковца за Врање, а који је ишао гребеном на развођу Ветернице и Јужне Мораве. Слабо је пошумљено, храстове шуме местимично има по забранима (забјима) у близини кућа. Познати извори воде су Смрдан, Пиљот, Змијевче, Вирови, Церје, Ливађе, Липа, Средорска, Риљак, Стража и Студени кладанац.
Спада у старија села Пољанице. У почетку, село се налазило испод Горње махале, где је сада селиште. Било је збијеног типа. Ту су становници до скоро налазили металне предмете, делове алата, ћерамиде, и новчиће. Касније су се становници населили на своја имања и пашњака, тако да је настало садашње село, разбијеног типа, а осим староседелаца многе породице су се доселиле из других села Пољанице или из околине Врања и Владичиног Хана. Изражене су махале: Горња (на заравни у врху села), Доња (са десне стране Крушоглавског потока) и Здравковска (око долине Дулан). Познате старе породице су Бошковци, Миленковци, Кесманци, Баба-Стојини, Здравковци, Ивчинци, Стајинци, Кесерци и Павуновци.
У центру села, где је заветина, постоји црквиште, а ту је наводно била црква о којој нема никаквих података. На десној страни долине је, по предању, било неко латинско гробље о коме се такође ништа не зна. Село је до пред крај 20. века имало основну четвороразредну школу, која је сада затворена. Становништво се бави претежно пољопривредом, нарочито ратарством, сточарством и воћарством. У новије време многи су се иселили у ниже пределе Пољанице, Врање и друга места у Србији.
Сеоска слава (крсте, заветина, литије) је Велика Госпојина (Богородица).

## Демографија
У насељу Крушева Глава живи 124 пунолетна становника, а просечна старост становништва износи 56,2 година (53,7 код мушкараца и 58,4 код жена). У насељу има 56 домаћинстава, а просечан број чланова по домаћинству је 2,41.
Ово насеље је у потпуности насељено Србима (према попису из 2002. године), а у последња три пописа, примећен је пад у броју становника.
|  |

| Демографија | Демографија | Демографија |
| Година      | Становника  | Становника  |
| ----------- | ----------- | ----------- |
| 1948.       | 453         |             |
| 1953.       | 471         |             |
| 1961.       | 456         |             |
| 1971.       | 401         |             |
| 1981.       | 294         |             |
| 1991.       | 197         | 197         |
| 2002.       | 135         | 139         |
| 2011.       | 89          |             |

| Етнички састав према попису из 2002.‍ | Етнички састав према попису из 2002.‍ | Етнички састав према попису из 2002.‍ | Етнички састав према попису из 2002.‍ | Етнички састав према попису из 2002.‍ |
| ------------------------------------ | ------------------------------------ | ------------------------------------ | ------------------------------------ | ------------------------------------ |
|                                      |                                      |                                      |                                      |                                      |
| Срби                                 | Срби                                 |                                      | 135                                  | 100,0%                               |
| непознато                            | непознато                            |                                      | 0                                    | 0,0%                                 |

| Година пописа     | 1948. | 1953. | 1961. | 1971. | 1981. | 1991. | 2002. |
| ----------------- | ----- | ----- | ----- | ----- | ----- | ----- | ----- |
| Број домаћинстава | 69    | 73    | 76    | 69    | 66    | 63    | 56    |

| Број чланова      | 1  | 2  | 3 | 4 | 5 | 6 | 7 | 8 | 9 | 10 и више | Просек |
| ----------------- | -- | -- | - | - | - | - | - | - | - | --------- | ------ |
| Број домаћинстава | 11 | 30 | 6 | 3 | 3 | 2 | 1 | 0 | 0 | 0         | 2,41   |

| Пол    | Укупно | Неожењен/Неудата | Ожењен/Удата | Удовац/Удовица | Разведен/Разведена | Непознато |
| ------ | ------ | ---------------- | ------------ | -------------- | ------------------ | --------- |
| Мушки  | 58     | 9                | 43           | 6              | 0                  | 0         |
| Женски | 67     | 3                | 48           | 16             | 0                  | 0         |
| УКУПНО | 125    | 12               | 91           | 22             | 0                  | 0         |

| Пол    | Укупно                    | Пољопривреда, лов и шумарство | Рибарство                            | Вађење руде и камена | Прерађивачка индустрија       |
| ------ | ------------------------- | ----------------------------- | ------------------------------------ | -------------------- | ----------------------------- |
| Мушки  | 52                        | 41                            | 0                                    | 0                    | 8                             |
| Женски | 46                        | 44                            | 0                                    | 0                    | 2                             |
| УКУПНО | 98                        | 85                            | 0                                    | 0                    | 10                            |
| Пол    | Производња и снабдевање   | Грађевинарство                | Трговина                             | Хотели и ресторани   | Саобраћај, складиштење и везе |
| Мушки  | 0                         | 0                             | 0                                    | 0                    | 0                             |
| Женски | 0                         | 0                             | 0                                    | 0                    | 0                             |
| УКУПНО | 0                         | 0                             | 0                                    | 0                    | 0                             |
| Пол    | Финансијско посредовање   | Некретнине                    | Државна управа и одбрана             | Образовање           | Здравствени и социјални рад   |
| Мушки  | 0                         | 0                             | 0                                    | 1                    | 1                             |
| Женски | 0                         | 0                             | 0                                    | 0                    | 0                             |
| УКУПНО | 0                         | 0                             | 0                                    | 1                    | 1                             |
| Пол    | Остале услужне активности | Приватна домаћинства          | Екстериторијалне организације и тела | Непознато            | Непознато                     |
| Мушки  | 1                         | 0                             | 0                                    | 0                    | 0                             |
| Женски | 0                         | 0                             | 0                                    | 0                    | 0                             |
| УКУПНО | 1                         | 0                             | 0                                    | 0                    | 0                             |